# Lacul Ochiul Muntelui
Ochiul Muntelui (în ucraineană Гірське Око), denumit și Ochiul Bucovinei sau Ochiul Carpaților, este un lac din Carpații ucraineni, în masivul Ialovăț; rezervație hidrologică de importanță locală. Situat în raionul Putila din regiunea Cernăuți, aproximativ 1,5  km la est de satul Ialovățul de Jos.
Lacul se află la o înălțime de aproximativ 1000  m deasupra nivelului mării. Are o formă ovală, de aproximativ 100 de metri. Adâncimea maximă a lacului nimeni nu o știe, pentru că este imposibil să ajungi la fund datorită copacilor imenși scufundați, situați într-o ordine haotică, care nu oferă posibilitatea scafandrilor de a coborî pe fundul lacului. Dar există o presupunere că adâncimea maximă a lacului este de 6 m.
Acesta a fost format ca rezultat al unei alunecări de teren a rocilor de lut, care au blocat canalul unui mic curent   - afluenții râului Ialovicioara (bazinul râului Ceremușul Alb). La izvorul lacului a fost construit un baraj de beton. Poate că aceasta contribuie la protecția apei de la udare și udare.
Este un obiectiv turistic. Cea mai apropiată localitate: satul Ialovățul de Jos.